# 浅香山浄水場
浅香山浄水場（あさかやまじょうすいじょう、英称 Asaka-yama Purification Plant）は、大阪府堺市堺区にある浄水場。堺市上下水道局が運営している。

## 概要・沿革
1910年（明治43年）4月通水。近代水道としては全国18番目である。当初は大和川から原水を取水していたが、大和川の水質の悪化に伴って1978年（昭和53年）11月に取水は中止されている。また、かつての浄水施設も撤去が進み、事実上「浄水場」ではなく「配水場」である。
現在は、淀川から取水した大阪広域水道企業団村野浄水場から送水された浄水や堺市内の他の配水場からの送水をいったん浅香山浄水場で受水したのち、堺区内に配水している。
配水池容量は高架配水池2池と地下1池で24,000m3。
厚生労働省の「近代水道百選」に選ばれている。

## ツツジの通り抜け

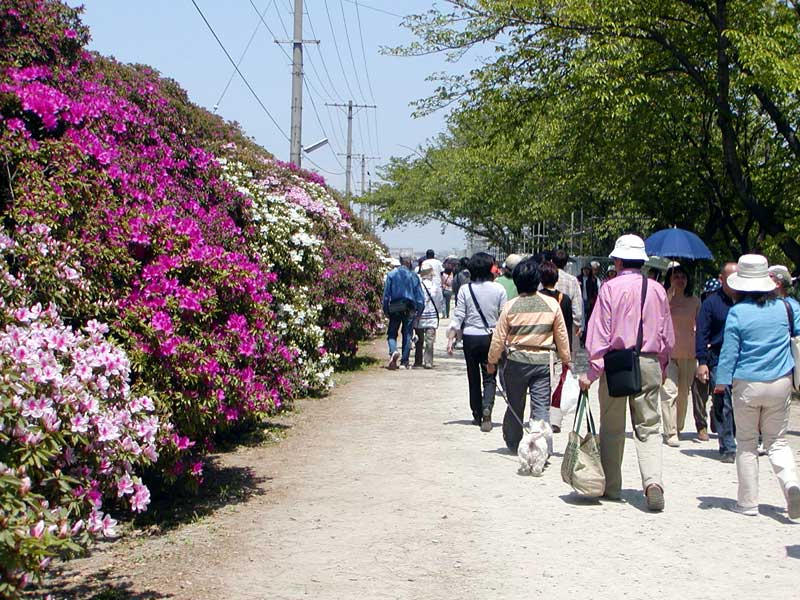
浅香山浄水場のツツジ

浅香山浄水場では毎年4月下旬～5月上旬にかけて、「ツツジの通り抜け」をおこなっている。浄水場内の沈殿池の堤防強化や緑化を目的に植えられたヒラドツツジ約2300本が、期間中に無料公開される。ツツジの通り抜けは1956年（昭和31年）に開始された。ちなみに2011年（平成23年）は東日本大震災の影響で中止となった。
2012年（平成24年）からは、浄水場敷地内の一部に常時散策可能な「浅香山緑道」が整備されたことにより、これまでの開花時期だけの期間限定開放から、常時つつじを楽しめる環境へと変わった（緑道部分）。
また、この緑道の完成により、「緑道のつつじ」とこの時期に開放される「浄水場のつつじ」を合わせて、「浅香山つつじまつり」へと名前が改められた（旧｢浅香山浄水場つつじの通り抜け｣）。浄水場の樹齢70年を越えるつつじ約500本と、新しく植えられたつつじ約2000本が約600メートルにわたって楽しめる。
浅香山浄水場のツツジは、「大阪みどりの百選」にも選定されている。

## 所在地・交通
所在地：堺市堺区香ヶ丘町5丁１番80号
- 南海高野線 浅香山駅 東へ約600m。
- JR阪和線 浅香駅 西へ約700m。